# Ortigosa de Cameros
Ortigosa de Cameros – gmina w Hiszpanii, w prowincji La Rioja, w La Rioja, o powierzchni 33,02 km². W 2011 roku gmina liczyła 280 mieszkańców.